# Grün ist die Heide (film 1951)
Grün ist die Heide è un film del 1951, diretto da Hans Deppe. 

## Trama
La Landa di Luneburgo è una terra di brughiera dove molti tedeschi espulsi dai loro luoghi di residenza, dopo la seconda guerra mondiale, magari ridotti a nullatenenti per aver perso i propri averi e le proprietà, spesse volte soggette a requisizione, trovano rifugio.
Ci sono innanzitutto i tre simpatici musicisti senzatetto Hannes, Tümmes e "l'usignolo" , che si accontentano di una vita ai margini della società, campando di espedienti e dormendo all'addiaccio. Ci sono, ospitati presso la residenza dei loro parenti, Helga Lüdersen e suo padre Lüder, un tempo gran signore ed ora semplice fuggiasco, che non si è abituato ad una vita borghese e continua a praticare la caccia, come soleva fare, solo che adesso è caccia di frodo, e viene ricercato come bracconiere, nonché sospettato dell'omicidio di un poliziotto.
C'è Nora, un'amica d'infanzia di Helga, che, nelle sue peregrinazioni, si è unita ad una troupe circense, con la prospettiva di emigrare in America per rifarsi una vita dopo le distruzioni della guerra. Nora è amata da un giudice, anch'egli un rifugiato, mentre Helga è oggetto delle attenzioni del nuovo guardiaboschi Walter Reiner, che, per amore, viene meno ai propri doveri e non denuncia Lüder; ma per questo, per non venire additati come delinquenti, Helga convince il padre a lasciare la località che pure si è mostrata così ospitale nei loro confronti.
L'omicida, che non ha a che fare con la cerchia dei profughi, viene alla fine catturato, e in quel frangente Lüder viene ferito. Si riprenderà. Helga e Nora decidono alla fine di non andarsene, e di reiniziare una vita nella Landa di Luneburgo.

## Colonna sonora
All'interno del film vengono eseguite le seguenti canzoni:
- Grün ist die Heide, musica di Karl Blume, testo di Hermann Löns[1]
- Riesengebirgslied, musica di Vinzenz Hampel, testo di Othmar Fiebiger
- Rose-Marie, Rose-Marie, musica di Fritz Jöde, testo di Hermann Löns
- Auf Wiedersehn, musica di Ernst Licht, testo di Hermann Löns
- Auf der Lüneburger Heide, musica di Ludwig Rahlfs, testo di  Hermann Löns
- Blümlein blau, im Morgentau

## Produzione
Grün ist die Heide è considerato come la quintessenza dell'Heimatfilm. Si tratta di un remake, adattato ai tempi, dell'omonimo film di Hans Behrendt del 1932. Gli studio utilizzati sono stati quelli dell'UFA di Berlino-Tempelhof , mentre le riprese esterne sono state effettuate nella Landa di Luneburgo e nel parco antistante il castello di Bleckede. 
Con circa 16 milioni di spettatori nelle sale cinematografiche Grün ist die Heide è uno dei film tedeschi di maggior successo, e, insieme a al film Schwarzwaldmädel dell'anno precedente (1950), tratto da un'operetta, è considerato, grazie al contributo dedicato erogato dal ministero degli interni tedesco, il primo Heimatfilm della storia. Nel dopoguerra, di fronte ai lavori cinematografici dedicati alle distruzioni belliche e alla marea montante delle produzioni americane, il film veniva incontro alle esigenze di armonia e realizzazione personale molto sentite dalla popolazione tedesca.
Nell'opera originaria del 1932 il proprietario perdeva i propri beni ed i propri territori di caccia in seguito a difficoltà finanziarie. Lo sceneggiatore Lüthge ora faceva di lui un prussiano dell'est espulso dalla propria patria, il che contribuiva a suscitare il successo del film, alimentato anche dall'inserimento di tipici canti popolari dei Monti dei Giganti. In tal modo il film si appellava al sentimento di molte persone che avevano perso la propria patria in seguito alla seconda guerra mondiale e all'espulsione dei tedeschi dall'Europa orientale. A rendere piacevole la produzione stava anche la colorita rappresentazione dell'intatta regione naturale della Landa di Luneburgo di fronte alle città ancora popolate di macerie e rovine, ed il film seguiva pertanto motivi già accennati dal "poeta della brughiera" Hermann Löns (1866–1914).   

## Distribuzione
Il film è apparso in DVD l'8 novembre 2013 nella serie " Filmjuwelen" di Alive AG.

## Accoglienza

### Critica
- "Anche dopo l'ennesima apparizione sullo schermo lo zuccheroso patriottismo sulla fanciulla profuga e il guardiaboschi presenta sempre fantastici motivi d'interesse"(Heyne-Filmlexicon[4]).
- "Uno dei primi Heitmatfilm tedeschi del dopoguerra di successo. Contenuto: guardiaboschi e bracconiere, destino di profughi, festa campestre e, spassosi, tre sbarazzini musicisti ambulanti. Affettato e avulso dalla realtà" (6000 Filme. Kritische Notizen aus den Kinojahren 1945 bis 1958[5]).
- "Il film, ambientato nel gradevole circondario di una comunità di rifugiati slesiani, canta, con fervore e malinconica nostalgia, la canzone popolare dei Monti dei Giganti, senza farsi problema del perché il tutto non avvenga su cime innevate, ma, mestamente, nella piatta brughiera"(Das grosse TV Spielfilm Filmlexikon[6]).
- "Un album di cartoline kitsch della brughiera accordato alle melodie sdolcinate di Hermann Löns e dei Monti dei Giganti"(Filmdienst[7]).
- "Un classico dell'Heimatfilm tedesco, che riunisce l'anelito verso un mondo incorrotto con la tematica dei profughi, prospetta l'unione felice di una coppia di giovani e rappresenta l'amore per la natura tramite canti con testi di Herman Löns, il "poeta della brughiera". Il regista Hans Deppe e l'autore della sceneggiatura Bobby E. Lüthge attualizzano il film omonimo del 1932 riuscendo ad inchiodare nelle sale cinematografiche 16 milioni di spettatori, curiosi di visionare le nuove peripezie della coppia attoriale di Schwarzwaldmädel di Deppe, Sonja Ziemann e Rudolf Prack"(Kino.de[8]).

## Riconoscimenti
Grün ist die Heide ha ricevuto nel 1952 il premio speciale della rivista di settore Filmblätter, e nel 1953 il premio Bambi come film di maggior successo commerciale del 1952.